# Uta Albanese
Uta Albanese (* 13. Januar 1973 als Uta Deharde) ist eine deutsche Tanzsporttrainerin, Wertungsrichterin und ehemalige Profitänzerin.

## Leben
Sie wandte sich 1989 dem Tanzsport zu, nachdem sie wegen einer Verletzung das Rollschuh- und Eiskunstlaufen auf Leistungssportebene hatte aufgeben müssen. Zunächst war sie zwei Jahre Mitglied der Tanzgruppe des Bremer Theaters, 1991 dann begann sie mit dem Turniertanzen. Zusammen mit ihrem Tanzpartner Roberto Albanese startete sie für die TSG Bremerhaven und errang nationale und internationale Titel in den lateinamerikanischen Tänzen (u. a. 2. Platz DTV Ranglistenturnier S-Latein 1999 in Frankfurt, 1. Platz DTV Ranglistenturnier S-Latein 2000 in Frankfurt, Vizemeister Kür Latein 2002). Uta Albanese war Mitglied der deutschen Nationalmannschaft und erreichte mit Roberto Albanese den 1. Platz der deutschen Gesamtrangliste 1999/2000.
Im Herbst 2000 gab das Paar bekannt, die gemeinsame Karriere beenden zu wollen, wechselte dann 2001 aber zu den Profis und trat dort bis 2003 an.
Uta Albanese trainiert seit 1998 das Latein-B-Team des Grün-Gold-Club Bremen (GGC). Mit ihr als Trainerin schaffte die Tanzformation den direkten Aufstieg von der Landesliga über die Ober- und Regionalliga bis in die 2. Bundesliga. Ein Jahr später dann folgte der Aufstieg in die 1. Bundesliga, die das Team in der Saison 2003/2004 mit dem fünften Platz abschloss.
Außer dem Latein-B-Team des GGC trainiert Uta Albanese auch das A-Team. Darüber hinaus trainiert sie u. a. das Latein-A-Team des 1. TSZ Nienburg.
Im Jahr 2006 war Uta Albanese Teilnehmerin der RTL-Tanzshow „Let’s Dance“, in der sie mit dem ehemaligen Zehnkämpfer Jürgen Hingsen tanzte. Beide erreichten in der Sendung den fünften Platz.
Uta Albanese ist seit April 2007 mit Roberto Albanese verheiratet, mit dem sie eine gemeinsame Tochter hat. Das Paar betreibt eine Tanzschule in Bremen mit Standorten in der Innenstadt und in Hastedt.